# Pocerski Metković
Pocerski Metković (en serbe cyrillique : Поцерски Метковић) est un village de Serbie situé sur le territoire de la Ville de Šabac, district de Mačva. Au recensement de 2011, il comptait 724 habitants.
Pocerski Metković est également connu sous le nom de Metković.

## Démographie

### Évolution historique de la population
| 1948  | 1953  | 1961  | 1971  | 1981  | 1991 | 2002 | 2011 |
| ----- | ----- | ----- | ----- | ----- | ---- | ---- | ---- |
| 1 442 | 1 537 | 1 321 | 1 142 | 1 063 | 917  | 857  | 724  |

|  |